# Renia flavipunctalis
Renia flavipunctalis là một loài bướm đêm thuộc họ Noctuidae. Nó được tìm thấy ở miền nam Canada (từ Nova Scotia phía tây đến Alberta) tới Florida và Texas.
Sải cánh dài 26–31 mm. Con trưởng thành bay từ tháng 6 đến tháng 8. There is one generation đông bắc.
Ấu trùng ăn chất hữu cơ, bao gồm lá chết của cây rụng lá.